# Хаддад, Абд аль-Масих
Абд аль-Масих Хаддад (араб. عبد المسيح حداد‎; 1890, Хомс — 1963, Нью-Йорк) — сирийский эмигрант-писатель в Америке.

## Биография
Абд аль-Масих Хаддад родился 1890 года в Хомсе.
„После окончания начальной школы его направили в русскую учительскую семинарию в Назарете. В 1907 г. вместе со старшим братом Хаддад эмигрировал в Америку. Здесь началась его литературная деятельность.“
„В 1912 г. Абд ал-Масих Хаддад начинает издавать в Нью-Йорке газету «ас-Са'их» («Путешественник»).“ („В 1957 году Абд ал-Масих Хаддад продал журнал.“)
1915 или 1916 г. Насиб Арида и Абд аль-Масих Хаддад основывали Ассоциацию пера в Нью-Йорке.

## Произведения
- «Рассказы об эмиграции», Нью-Йорк, 1921[6]
- «Впечатления эмигранта», Дамаск, 1962[1]